# 동연그룹
동연그룹(중국어: 东软集团, Neusoft Corporation)은 중화인민공화국 선양시에 본사를 두고 소프트웨어 공학 서비스, 정보 기술 서비스, 제품 엔지니어링 서비스, IT 교육 및 의료 장비를 제공하는 중국의 다국적 기업이다.
이 기업의 영어 이름 "Neusoft"는 "Northeastern University Software"의 약어이다.
이 회사는 1991년에 설립되어 2023년 현재 IT 서비스를 제공하는 중국 최대 규모의 회사이며, 2012년 기준 중국 최대의 소프트웨어 아웃소싱 회사이다. 동연그룹은 미국(미시간주 리보니아, 캘리포니아주 샌타클래라, 노스캐롤라이나주 모리스빌), 일본(도쿄), 스위스(아펜첼), 독일(함부르크, 뮌헨) 및 루마니아(클루지나포카)에 자회사를 두고 있다.

## 같이 보기
- 다롄 소프트웨어 파크